# Telefonkabine (Schweiz)

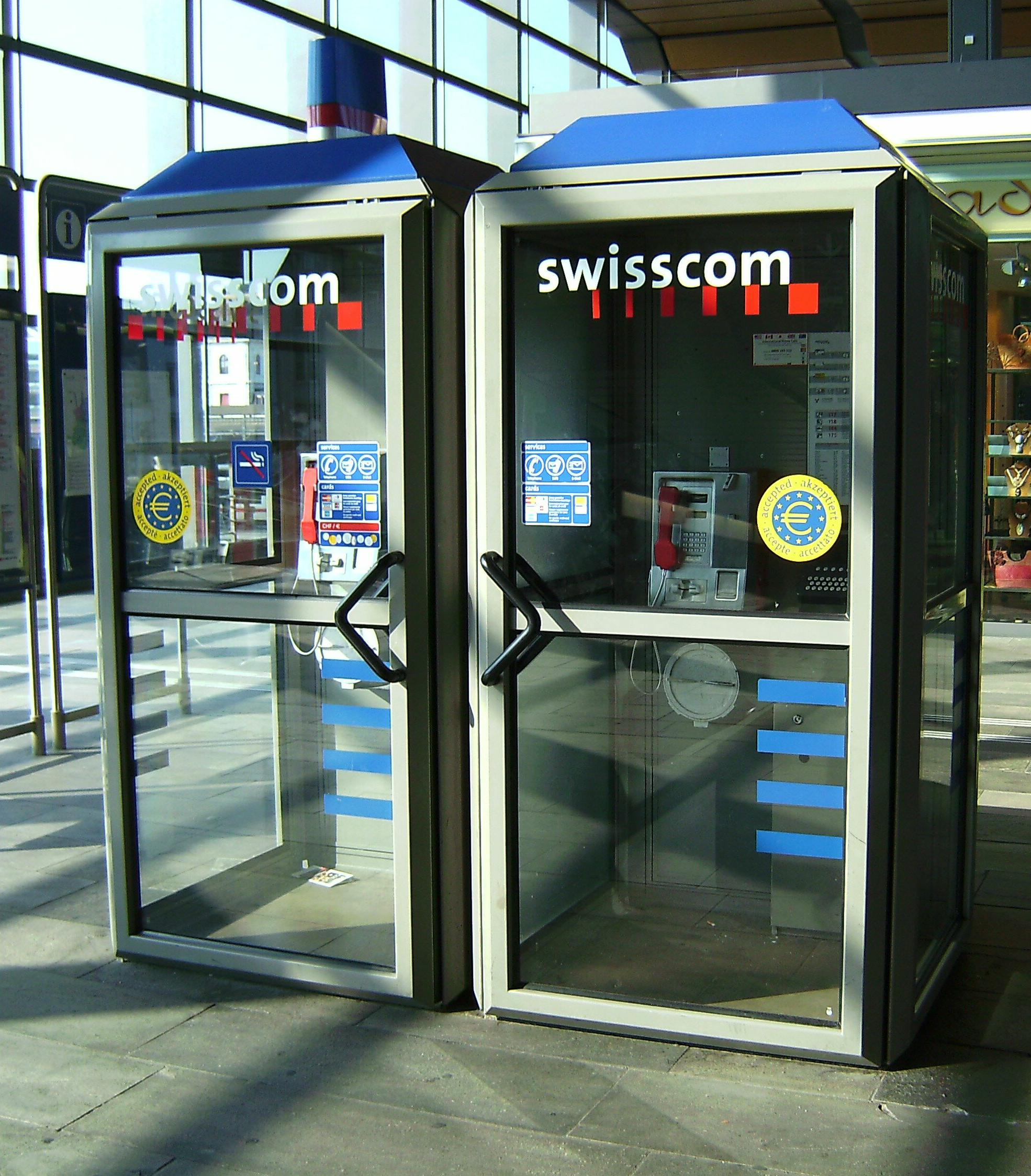
Zwei Telefonkabinen im Bahnhof Basel SBB (2007)

Telefonkabine ist die in der Schweiz gebräuchliche Bezeichnung für eine Telefonzelle. Die ältesten Modelle von Kabinen waren in Litfasssäulen integriert. Als letzte eigentliche Telefonkabinen wurden ab 1995 Glaszylinder unter dem Namen «Telecab 2000» installiert. Ende 2019 wurden die noch vorhandenen Kabinen der Swisscom mangels Nachfrage ausgemustert.

## Geschichte

Rundschreiben der Obertelegraphendirektion der PTT zur Installation von öffentlichen Sprechstellen (1924)

### Öffentliche Sprechstellen als Vorläufer
Öffentliche Sprechstationen in Post- oder Gemeindestellen sowie Bahnhöfen, Tramhaltestellen, Zigarrenhandlungen, Apotheken oder Restaurants waren in den Anfängen für viele Privatpersonen der einzige Zugang zum Telefon. Um 1890 gab es in der ganzen Schweiz jedoch erst 67 öffentliche Sprechstationen mit Apparaten an der Wand. 1910 waren es 351. Sie wurden damals insbesondere für Notrufe benützt und standen  in Konkurrenz zum Telegrafennetz.  Öffentliche Sprechstationen waren eine zusätzliche Einnahmequelle für die Betreiber, die jedoch auf anwesendes Personal angewiesen waren, welches die Gesprächsdauer kontrollierte und das Inkasso übernahm. Ab 1904 kamen für Ortsgespräche automatische Kassierstationen auf, welche mit Münzen gefüttert werden konnten.

### Freistehende Kabinen
Die weitere Automatisierung der Telefonie führte ab den 1920er Jahren zum Durchbruch freistehender Kabinen. Damit konnten neben Orts- auch Ferngespräche innerhalb der Schweiz getätigt werden, allerdings war die Gesprächszeit auf drei Minuten beschränkt. Das Nachwerfen von Münz war noch nicht möglich. Solche Kabinen dienten zugleich als Litfasssäulen mit Plakatwerbung. Mit dem Schriftzug «TELEPHON» wurde auf den Plätzen und Boulevards auf die Zusatzfunktion hingewiesen.
Ab Mitte der 1930er Jahre setzte die PTT einen standardisierten Telefonkabinentyp ein. Diese Kabine war eine Eisen-Glas-Konstruktion mit Flachdach und in Skelettbauweise. Aussen schirmten Scheiben aus undurchsichtigem Milchglas die Kabine ab. Nach 1939 waren auch längere Gespräche möglich und die Automatisierung schritt weiter voran.
In der Nachkriegszeit wurde Telefonieren alltäglich und wegen sinkender Gebühren für die breite Bevölkerung erschwinglich. Die Verbreitung der Telefonkabinen nahm deutlich zu. Ab 1960 bauten Schlosser die standardisierte Kabine in Serie. Das Modell aus Eisen wurde in den Jahren nach 1976 durch Aluminium ersetzt, am Design änderte sich jedoch nur wenig. Neue Plakatwände dienten der PTT für Werbung in eigener Sache, in den 1980er Jahren etwa mit dem Spruch «Sag's doch schnell per Telefon». Als Werbeträger dienten zudem die damals lancierten Taxcards, welche ein Guthaben speicherten, sodass ein Kunde auch ohne Bargeld telefonieren konnte.

### Auf dem Höhepunkt der Verbreitung

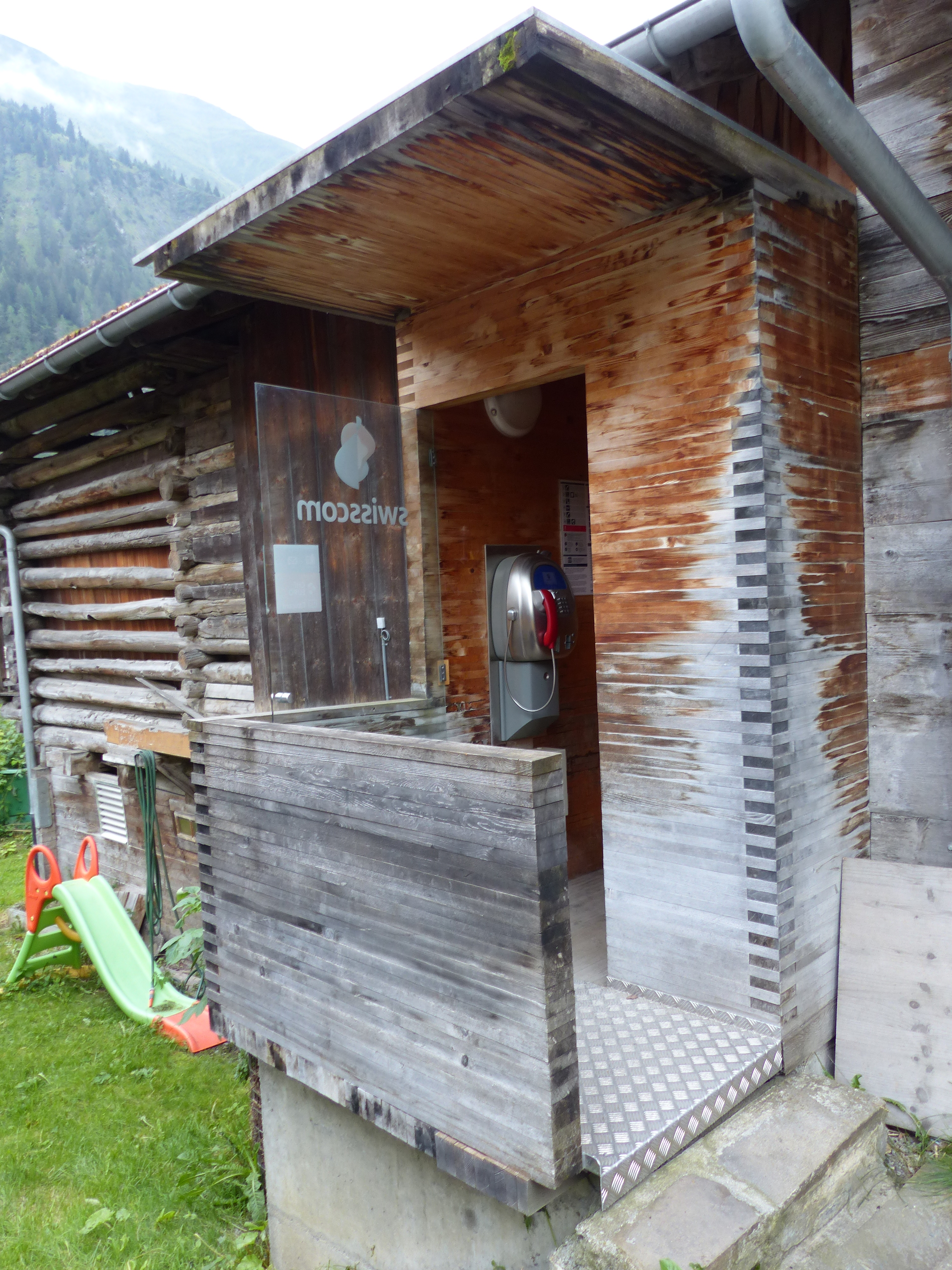
Telefonkabine in Vrin (2016)

Das Erscheinungsbild der Telefonkabinen änderte sich 1987 mit der Einführung der «Tobtel 90». Designt wurde sie vom deutschen Architekten und Industriedesigner Wolfram Elwert. Die Kabine besass nun einen quadratischen Grundriss, abgeschrägte Ecken und ein Dach ohne Vorsprung. Farblich konnte sie je nach Umgebung in blau, gelb, grau, grün oder rot gehalten sein. 1992 zählte die PTT rund 8000 freistehende Telefonkabinen in der ganzen Schweiz. Mit den 1988 von SBB und BLS auf Intercity-Zügen eingeführten Funktelefonen des Systems Natel B existierten in dieser Zeit auch einige rollende Telefonkabinen mit Münzautomaten.
1995 lancierte die PTT zusammen mit der Allgemeinen Plakatgesellschaft den Kabinentyp «Telecab 2000». Der vom Architekten Hans Ulrich Imesch entworfene Glaszylinder bildete wie in den Anfangsjahren zugleich eine Werbesäule. Von diesem Typ wurden bis 2008 mangels Nachfrage lediglich 158 Exemplare aufgestellt.

### Abschied von den Telefonkabinen
Nachdem 1998 die Telefonbücher in den Kabinen durch elektronische Teleguide-Geräte ersetzt wurden, machte die mobile Telekommunikation die Telefonkabinen zunehmend überflüssig. Im Zuge dieser Entwicklung setzte die neu entstandene Swisscom an Bahnhöfen und im urbanen Raum Publifone an Stelen und ohne Kabine ein. Wie die Mobiltelefonie inzwischen gezeigt hatte, konnten private Gespräche in aller Öffentlichkeit und ohne Schallschutz geführt werden.
Bis 2018 verpflichtete der Bundesrat die Swisscom im Rahmen der Grundversorgung im Fernmeldebereich, in jeder Gemeinde eine öffentliche Sprechstelle zu unterhalten. Zu diesem Zeitpunkt waren allerdings 90 Prozent der Telefonkabinen defizitär. Seither sind die meisten Telefonkabinen in der Schweiz bereits entfernt worden oder dienen nun beispielsweise als Tauschbörsen für Secondhand-Bücher.
Gemäss Medienberichten wurde die letzte Swisscom-Telefonkabine der Schweiz im November 2019 in Baden ausser Dienst gestellt und ins Museum für Kommunikation Bern transportiert.

### Gratis Anrufe ins Fest- und Mobilfunknetz
Die meisten «Telecab 2000»-Kabinen sind weiterhin mit einem Telefon ausgestattet. Deren Betreiberin APG SGA ermöglicht inzwischen kostenlose Anrufe ins Mobil- und Festnetz. Die Kosten für Unterhalt, Reinigung und Gespräche werden unter anderem durch die aussen angebrachten Plakate mitfinanziert. APG/SGA stellt eine schweizweite online-Karte mit allen Kabinen zur Verfügung.
Der Ort Mettau im Kanton Aargau fand eine originelle Umfunktionierung seiner letzten Telefonzelle. Die Gemeinde übernahm die einzig verbliebene Telefonzelle im Tal von der Swisscom und richtete in ihr die angeblich weltweit erste Gut-gemacht-Maschine ein. Seit dem Herbst 2020 bietet sie ihren Besuchern Lob für gute Taten. 

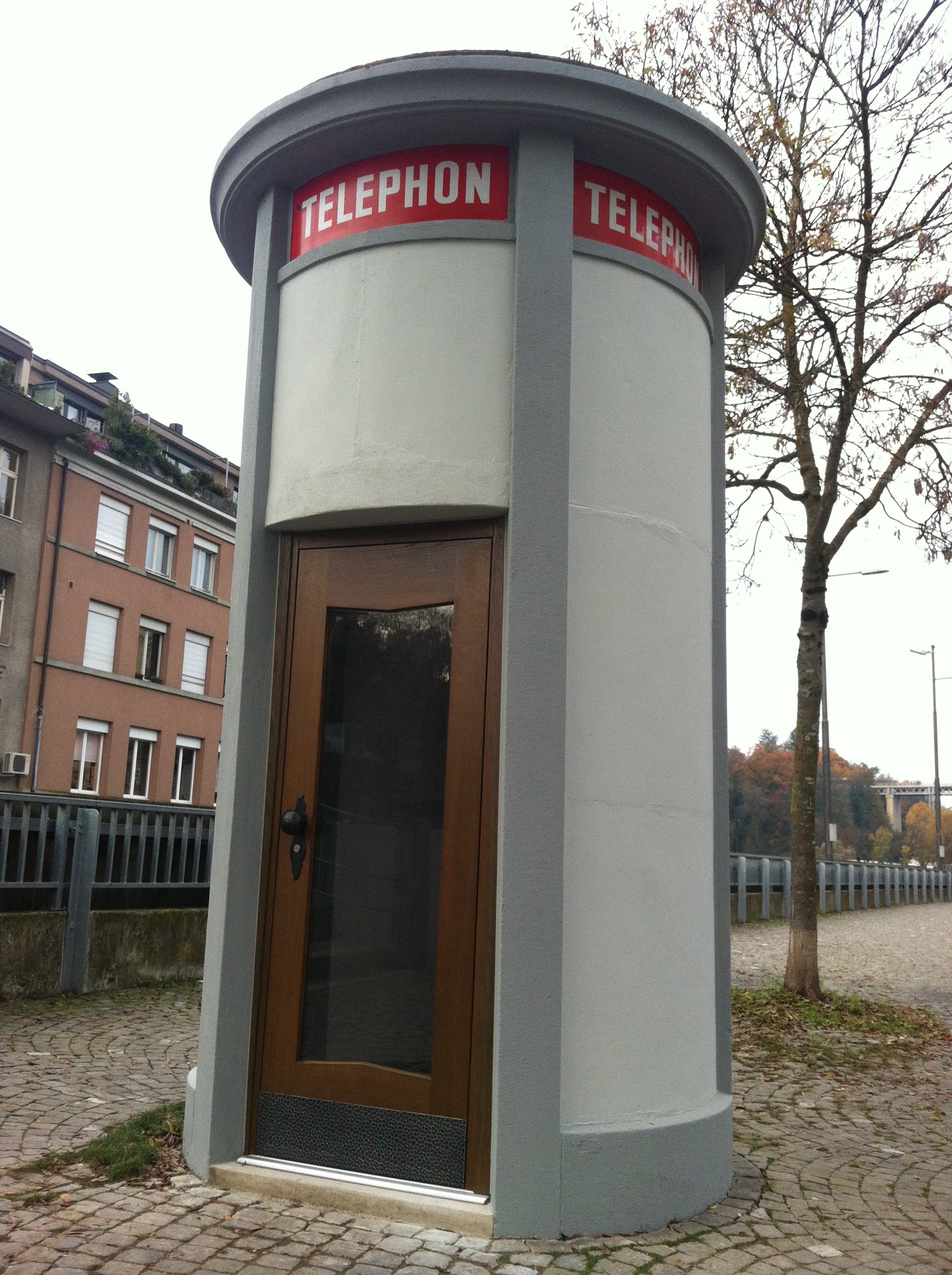
Denkmalgeschützte Litfasssäule im Berner Mattequartier, welche einst als Telefonkabine diente
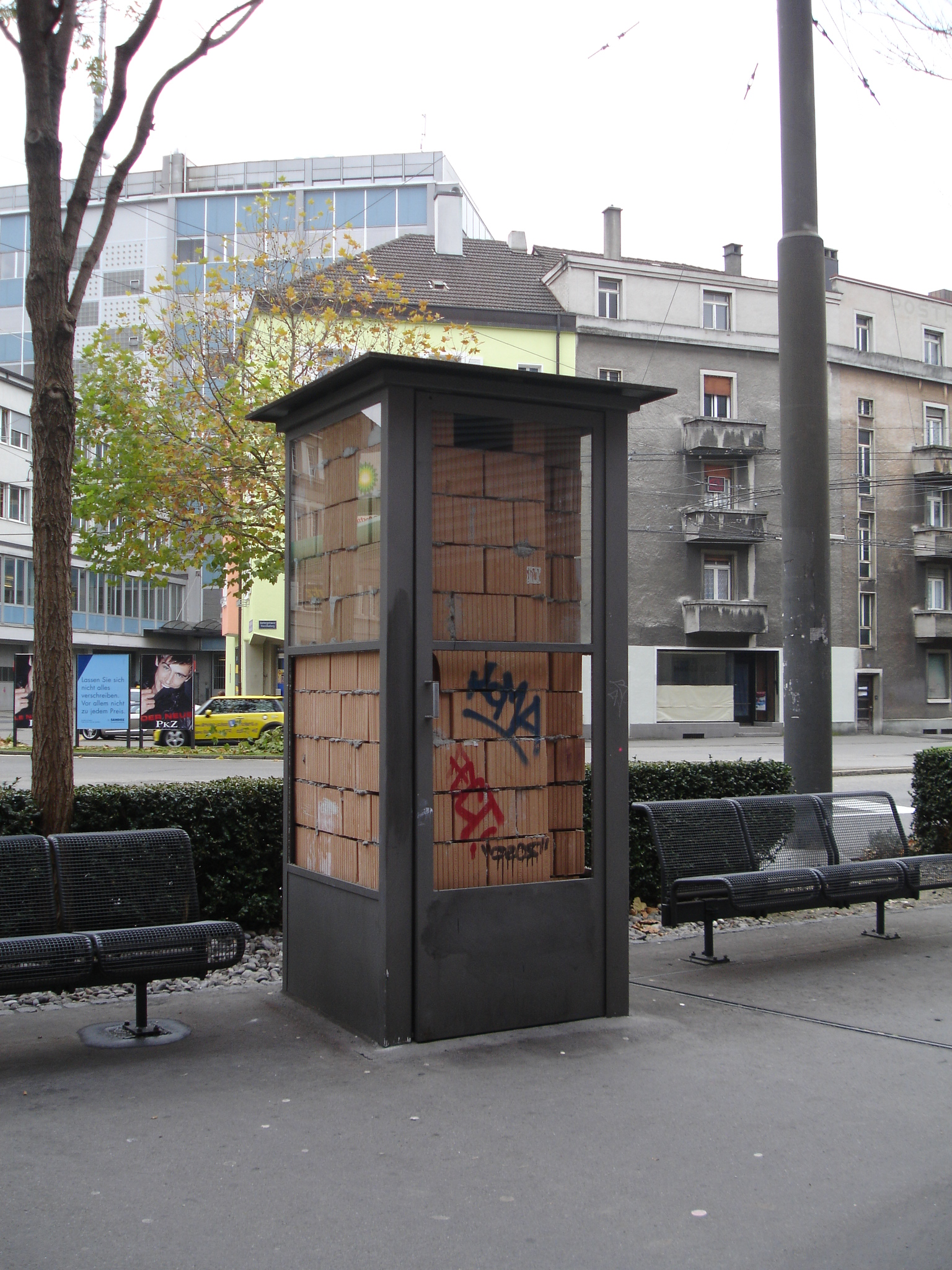
Telefonkabine aus den 1960er-Jahren in Biel, als Kunstobjekt umgestaltet von Eric Hattan
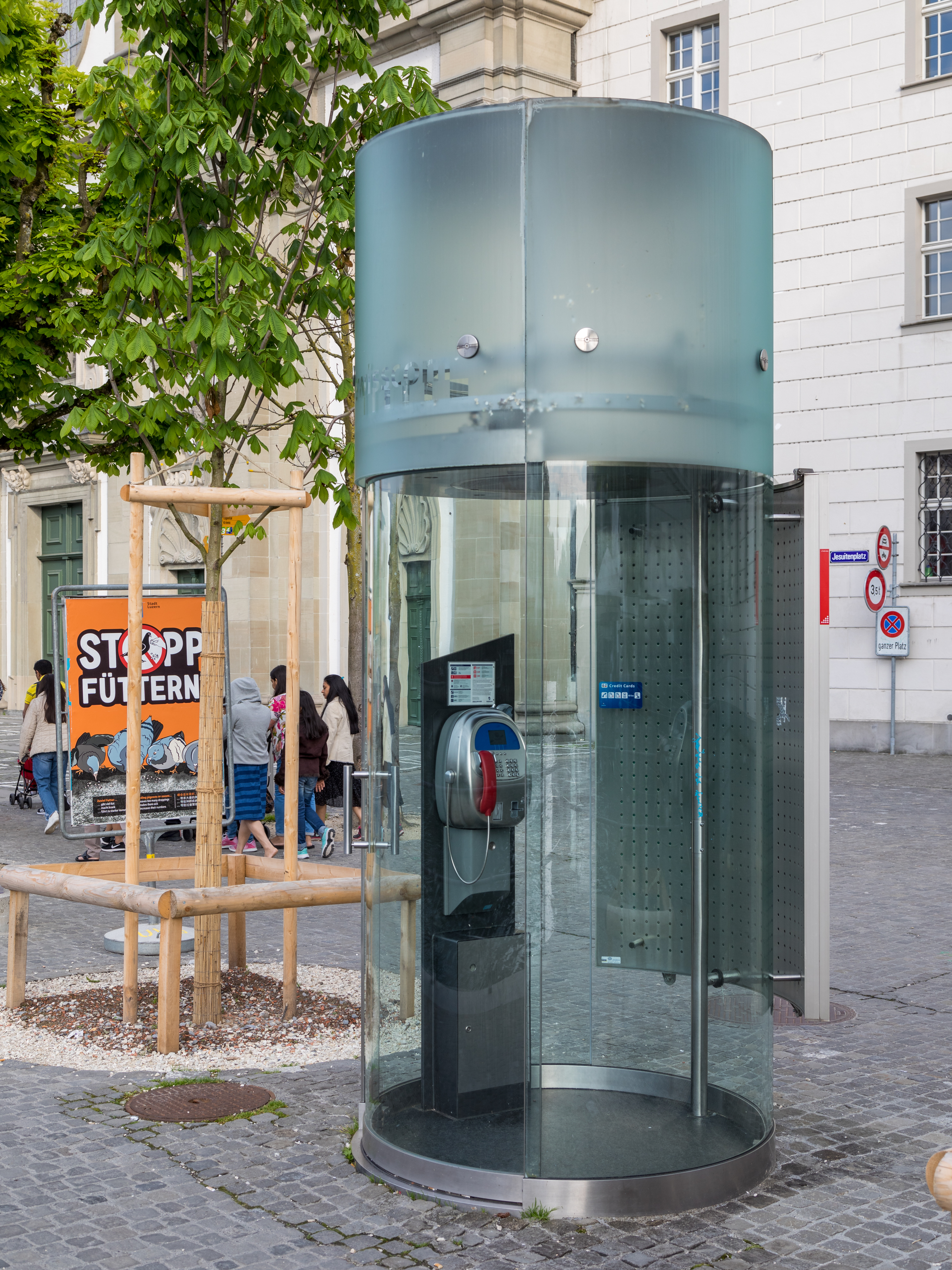
Eine «Telecab 2000» in Luzern
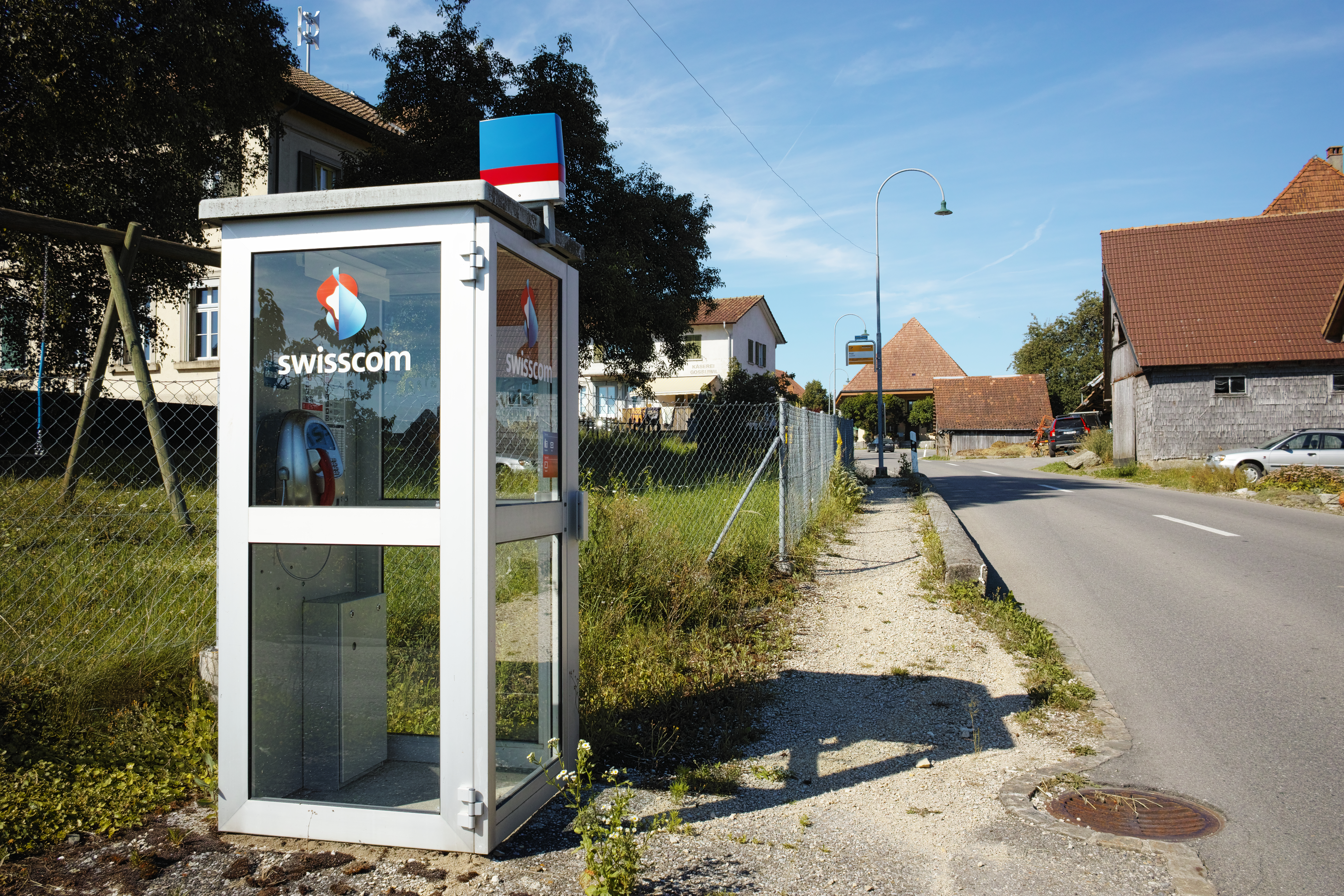
Telefonkabine in Gossliwil (Aufnahme 2015)
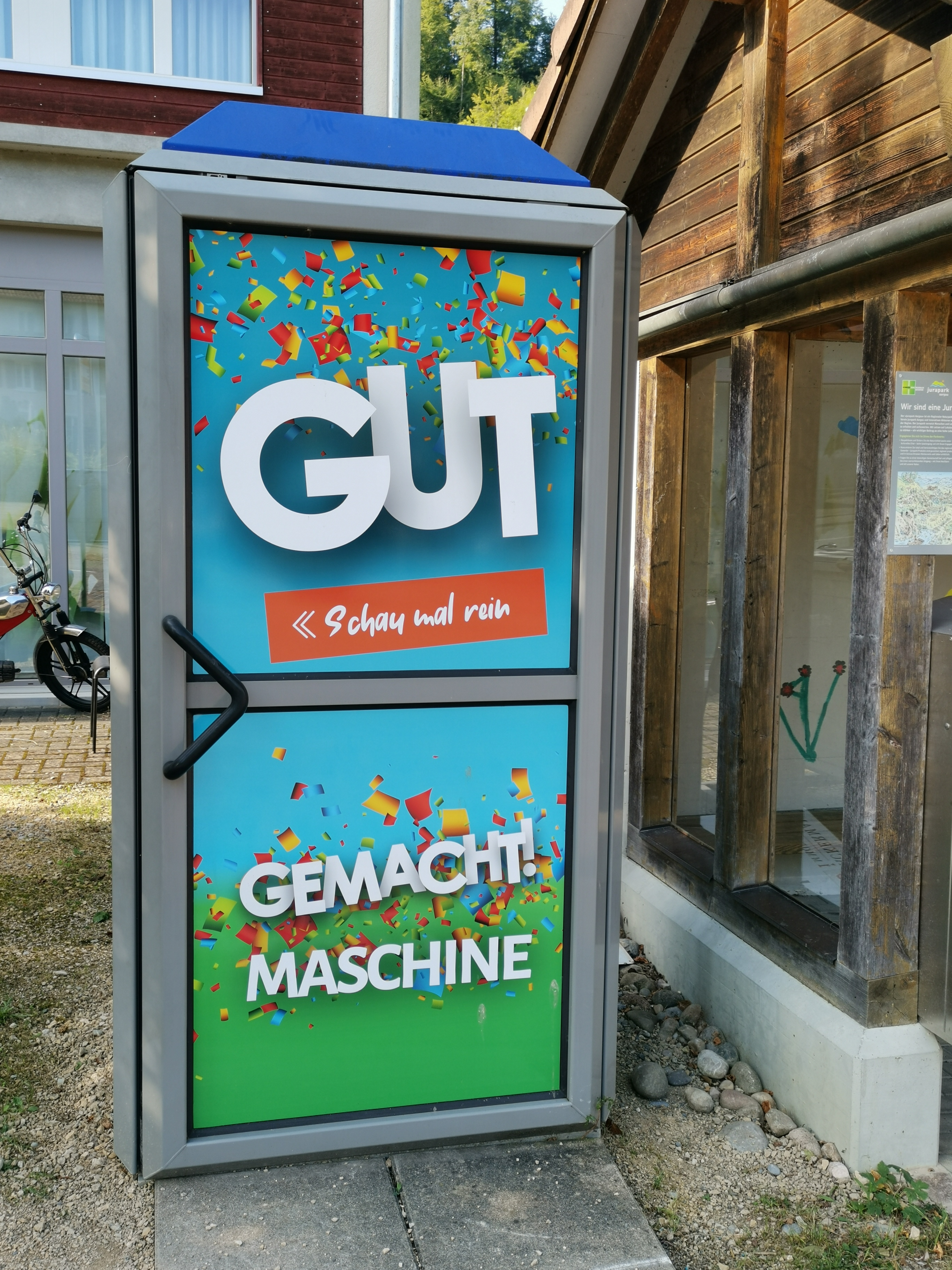
Gut-gemacht-Maschine in ehemaliger Telefonzelle in Mettau